# نیروی زمینی مرکزی ایالات متحده آمریکا
ارتش مرکزی ایالات متحده یا ارتش سوم ایالات متحده، بخشی از ارتش ایالات متحده است؛ که در سال ۱۹۱۸ در اواخر جنگ جهانی اول با اشغال آلمان کار خود را آغاز کرد. این لشکر غیر از جنگ‌های جهانی اول و دوم، در جنگ خلیج فارس و جنگ عراق نیز فعالیت داشته است؛ و هنوز هم نیروهای آن در جریان عملیات آزادی بلندمدت در افغانستان پایگاه دارند.
جورج پتن مشهورترین فرمانده این لشکر محسوب می‌شود.

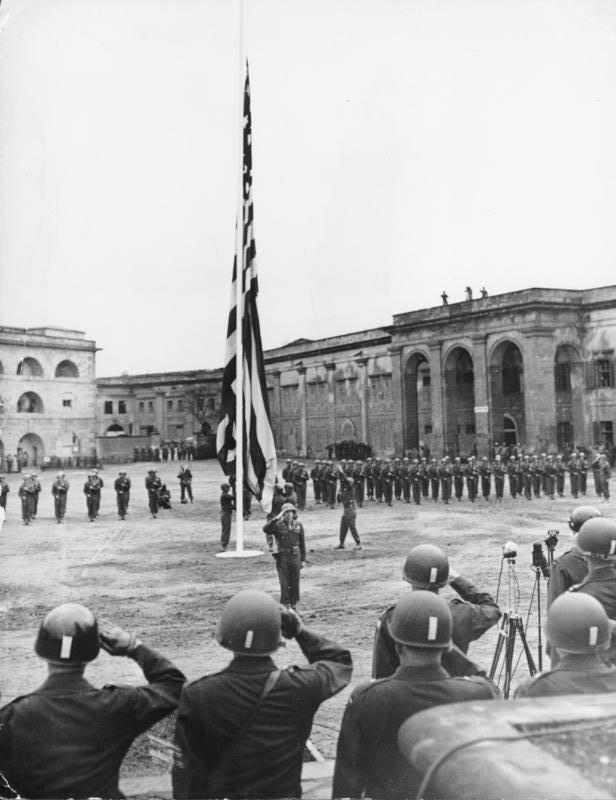
برافراشتن پرچم آمریکا پس از اشغال کوبلنتس توسط ارتش سوم ۱۹۴۵